# The Method to Our Madness
| Recensione | Giudizio |
| ---------- | -------- |
| AllMusic   |          |

The Method to Our Madness è il terzo album in studio del supergruppo musicale britannico The Lords of the New Church, pubblicato nel 1984 dalla I.R.S. Records.

## Tracce
1. Method to My Madness – 3:15 (Brian James)
2. In Ever Believed – 3:38 (Brian James)
3. Pretty Baby Scream – 5:00 (Brian James)
4. When Blood Runs Cold – 3:47 (Brian James)
5. Fresh Flesh – 3:33 (Brian James)
6. Murder Style – 4:12 (Brian James, Dave Tregunna)
7. The Seducer – 4:31 (Brian James)
8. Kiss of Death – 3:37 (Brian James)
9. Do What Thou Wilt – 4:11 (Brian James)
10. My Kingdom Come – 4:08 (Brian James)
11. Dreams and Desires – 4:15 (Brian James, Dave Tregunna)
12. A Gun Called Justice – 3:29 (Brian James)
13. Good to Be Bad – 4:45 (Brian James)
14. Mind Wrap – 3:46 (Brian James)

## Formazione
- Stiv Bators - voce
- Brian James - chitarra
- Dave Tregunna - basso
- Nicky Turner - batteria